# Pirmasens Hauptbahnhof
Pirmasens Hauptbahnhof is een spoorwegstation in de Duitse plaats Pirmasens.  Het station werd in 1875 geopend.

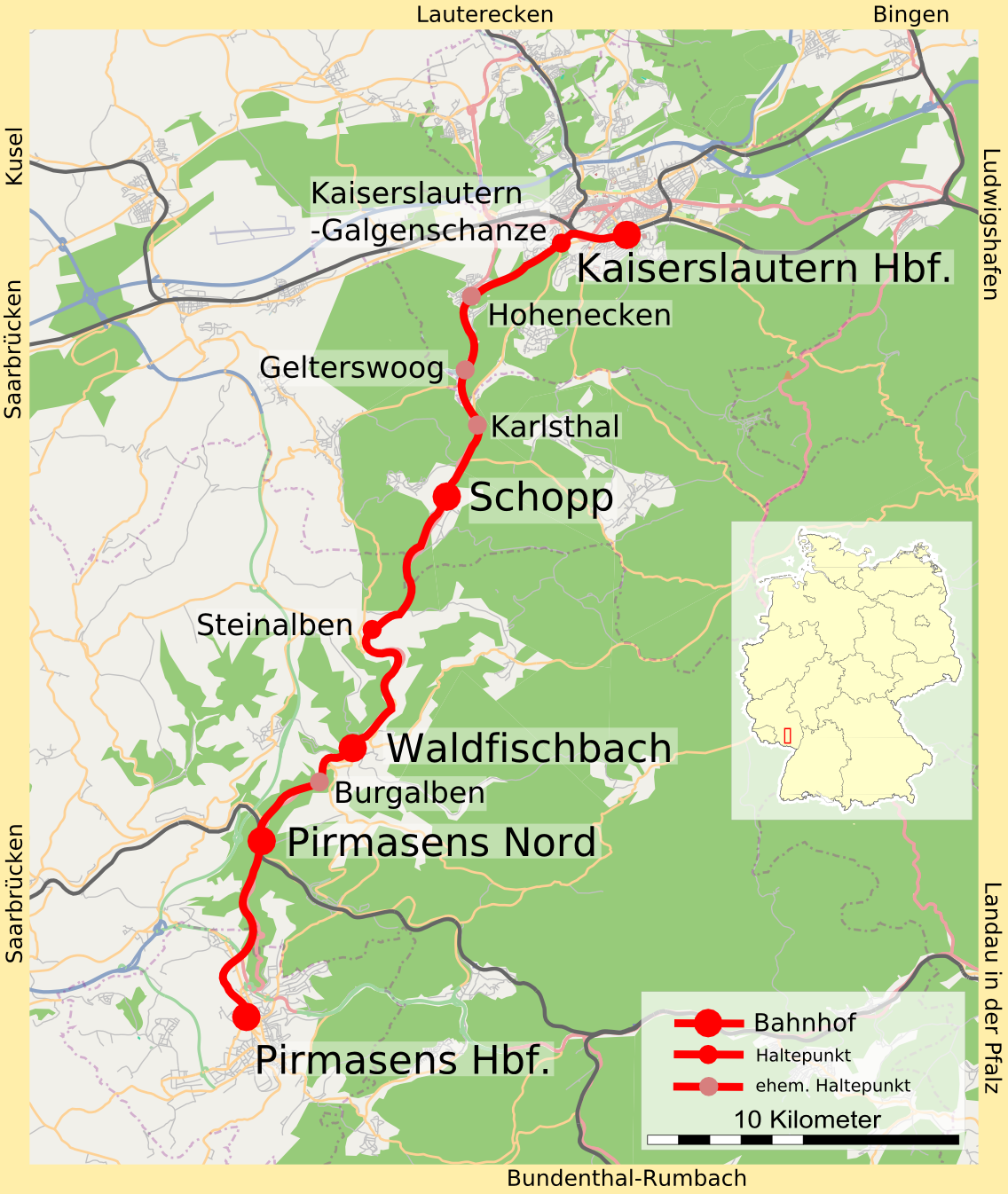
Kaart spoorlijn Biebermühlbahn

De Biebermühlbahn, naar overstapstation Station Pirmasens Nord en naar Kaiserslautern Hauptbahnhof, begint hier.
In het verleden, tot omstreeks 1970, was dit station, vooral voor goederenvervoer, veel belangrijker dan tegenwoordig. Pirmasens kende een belangrijke fabricage van schoenen. Het eens uitgestrekte goederenstation is in de periode 1970-2020 geleidelijk verwijderd.